# Карстен Дусе
Карстен Дусе (на немски: Karsten Dusse) е германски адвокат, говорител на аудио книги, радиоводещ, сценарист и писател на произведения в жанра трилър, криминален роман и сатира.

## Биография и творчество
Карстен Дусе е роден на 30 април 1973 г. в Есен, ФРГ, в семейство на адвокати. След завършване на гимназията служи по една година в армията и флота на Бундесвера. Следва право в университета в Бон и университета в Лозана и завършва юридическия си стаж в Бон и Лос Анджелис. През 2003 г. е приет в адвокатската колегия в Бон, където се специализира върху правото на наем и на собственост.
Докато е студент работи в медийната индустрия като кабелен оператор и в подготовката на телевизионните продукции, което привлича интереса му към телевизията. По-късно работи като телевизионен и радио водещ, Става известен като Вулф Асолс в „Петъчните вечерни новини“, комедиен формат на RTL, като и в други формати. За работата си като водещ автор е удостоен с наградата на немската телевизия и наградата на немската комедия, и е номиниран за наградата „Грим“.
Първата му документална книга „Полузнание на напълно квалифициран адвокат. Наръчник за правова държава (Наръчник за върховенството на закона)“ е издадена през 2015 г. Книгата му „Получаване на закон: 15 правни истории, които можете да използвате в своя полза“ е издадена през 2018 г.
Първият му роман „Да убиваш осъзнато“ от едноименната поредица е издаден през 2019 г. Той е необикновена и забавна история за човек, който върви по своя път на духовно израстване в свят, пълен с брутални главорези, кървави убийства и безсърдечни изнудвания. Главният герой, Бьорн Димел, е успешен адвокат, чийто единствен клиент е безскрупулен и опасен мафиот. По настояване на съпругата си, и за да спаси брака си, посещава по осъзнатост. Но когато непланирано, но все пак съвсем съзнателно убива клиента си, му се налага да заеме мястото му в престъпната империя и да приложи наученото. Романите от поредицата стават бестселъри, издадени са в над 20 страни по света и са направени в аудиокниги.

## Произведения

### Поредица „Да убиваш осъзнато“ (Achtsam morden)
1. Achtsam morden. Ein entschleunigter Kriminalroman (2019)[1][2][3]
Да убиваш осъзнато, изд.: ИК „Изток-Запад“, София (2021), прев. Катя Волф
2. Das Kind in mir will achtsam morden (2020)
3. Achtsam morden am Rande der Welt (2021)
4. Achtsam morden im Hier und Jetzt (2022)

### Документалистика
- Halbwissen eines Volljuristen. Handbuch für den Rechtsstaat (2015)[1]
- Wir haben die Wahl (2017) – есета
- Recht bekommen. 15 Rechtsgeschichten, die Sie für sich nutzen können (2018)

### Екранизации
- 1996 T.V. Kaiser – тв сериал, 1 епизод
- 2003 Lachen tut gut - Comedy für Unicef – тв сериал, 1 епизод
- 2012 Leute, Leute! – тв сериал, 5 епизода, автор
- 2009 – 2012 Ladykracher – тв сериал, 25 епизода, автор
- 2014 Was wäre wenn? – тв мини сериал
- 2018 – 2019 heute-show – тв сериал, 13 епизода, автор
- 2019 Круиз до Ню Йорк, Ich war noch niemals in New York – диалог